# Agnyphantes expunctus
Agnyphantes expunctus là một loài nhện trong họ Linyphiidae.
Loài này thuộc chi Agnyphantes. Agnyphantes expunctus được Octavius Pickard-Cambridge miêu tả năm 1875.